# Udar cieplny
Udar cieplny – potencjalnie śmiertelny stan chorobowy wywołany nagłym wzrostem temperatury ciała powyżej 40 °C (według innych źródeł powyżej 40,6 °C), co prowadzi do dysfunkcji układu nerwowego i innych narządów.
Wyróżnia się udar cieplny klasyczny (najczęściej występujący u starszych pacjentów lub u osób z innymi predyspozycjami podczas fal gorąca) i wysiłkowy (występujący u osób ciężko trenujących lub pracujących w gorącym i wilgotnym środowisku).

## Patogeneza
Patogeneza udaru cieplnego nie jest dokładnie poznana. Podejrzewa się, że hipertermia jedynie doprowadza do dalszych zmian, jakimi są zespół ogólnoustrojowej reakcji zapalnej (SIRS) i rozsianego wykrzepiania wewnątrznaczyniowego (DIC). W chorobie może mieć znaczenie także endotoksemia, podwyższona produkcja tlenku azotu, działanie cytokin oraz zaburzenia w obrębie układu odpornościowego i pokarmowego.
Do choroby predysponują czynniki środowiskowe i genetyczne, otyłość, zażywanie leków oraz zły stan zdrowia. Udarowi często ulegają też żołnierze podczas operacji wojskowych.
Zasugerowano powiązanie choroby ze złośliwą hipertermią.

## Objawy
Początkowy zespół objawów, nazywany kurczami cieplnymi, objawia się bolesnymi kurczami mięśni brzucha, kończyn lub pleców. Następnie pojawia się osłabienie cieplne, którego objawy to złe samopoczucie, nudności, ból głowy, silne pocenie się, blada i chłodna skóra, zawroty głowy i kurcze mięśni. Później choroba przechodzi w udar cieplny. Do jego objawów zalicza się skrajne zmęczenie, nudności, wymioty, biegunkę, zaczerwienienie twarzy i gorącą, suchą skórę, zawroty głowy, nieskoordynowane ruchy, splątanie, majaczenie, drgawki, a czasami nawet śpiączkę. Może on prowadzić do ostrej niewydolności wątroby, nerek, oddechowej lub nawet wielonarządowej, encefalopatii, rabdomiolizy, zaburzeń rytmu serca, udaru niedokrwiennego mózgu (rzadko), zespołu rozsianego wykrzepiania wewnątrznaczyniowego i ostatecznie do śmierci.
Badanie krwi może wykazać podwyższony hematokryt i stężenie hemoglobiny, erytrocytozę, leukocytozę, cechy DIC (trombocytopenię i zaburzenia krzepnięcia), hipernatremię, hipokalcemię, hipofosfatemię i hiperkaliemię (początkowo hipokaliemię), zwiększenie aktywności kinazy kreatynowej, dużą lukę anionową i cechy niewydolności nerek i wątroby. Badaniem moczu można wykryć białkomocz, krwinkomocz oraz mioglobinurię.

## Pierwsza pomoc
Łagodną chorobę można wyleczyć odpoczynkiem i nawadnianiem doustnym. Przy wyczerpaniu cieplnym chorego powinno przenieść się do chłodnego pomieszczenia, ściągnąć jego ubranie, podawać chłodną wodę doustnie i chłodzić, skraplając letnią wodą, stosując wilgotne okłady lub okłady z lodu albo zanurzanie w zimnej wodzie (przy czym należy mieć na uwadze, że stosowanie bardzo zimnych okładów i lodu doprowadza do obkurczenia naczyń krwionośnych, a w konsekwencji do ograniczenia ich zdolności do oddawania ciepła). W przypadku udaru cieplnego należy natychmiast zacząć chłodzić chorego (nie doprowadzając do spadku temperatury ciała poniżej 38 °C) i wezwać pogotowie ratunkowe. Jeśli chory nie jest w stanie połykać, nie należy zmuszać go do picia. Do zapamiętania zasad pierwszej pomocy przy chorobie służy anglojęzyczny akronim FIRE:
- F – płyny (nawadnianie chorego) (fluid)
- I – chłodzenie (lód) (ice)
- R – odpoczynek (rest)
- E – rozpoznanie choroby (recognition of emergency)

## Rozpoznanie
Udar cieplny rozpoznaje się na podstawie objawów, badania przedmiotowego i historii pacjenta.

## Leczenie
Leki przeciwgorączkowe są nieskuteczne. Chorobę leczy się, podając dożylnie płyny w temperaturze pokojowej (co jednocześnie wyrównuje towarzyszące odwodnienie), obniżając temperaturę ciała oraz stosując leczenie podtrzymujące. Proponowana jest także technika selektywnego chłodzenia mózgu.

## Rokowanie
Śmiertelność pełnoobjawowego udaru cieplnego wynosi średnio 40%. Wiąże on ze sobą ryzyko trwałego uszkodzenia układu nerwowego. Prawdopodobieństwo śmierci zwiększa się przy wystąpieniu zaburzeń świadomości, hipoglikemii, wydłużonego czasu protrombinowego i czasu kaolinowo-kefalinowego. Długi czas przed przewiezieniem do szpitala, podwyższony poziom kreatyniny w osoczu, drgawki i otyłość rokują niekorzystnie.